# Persiska kosackbrigaden

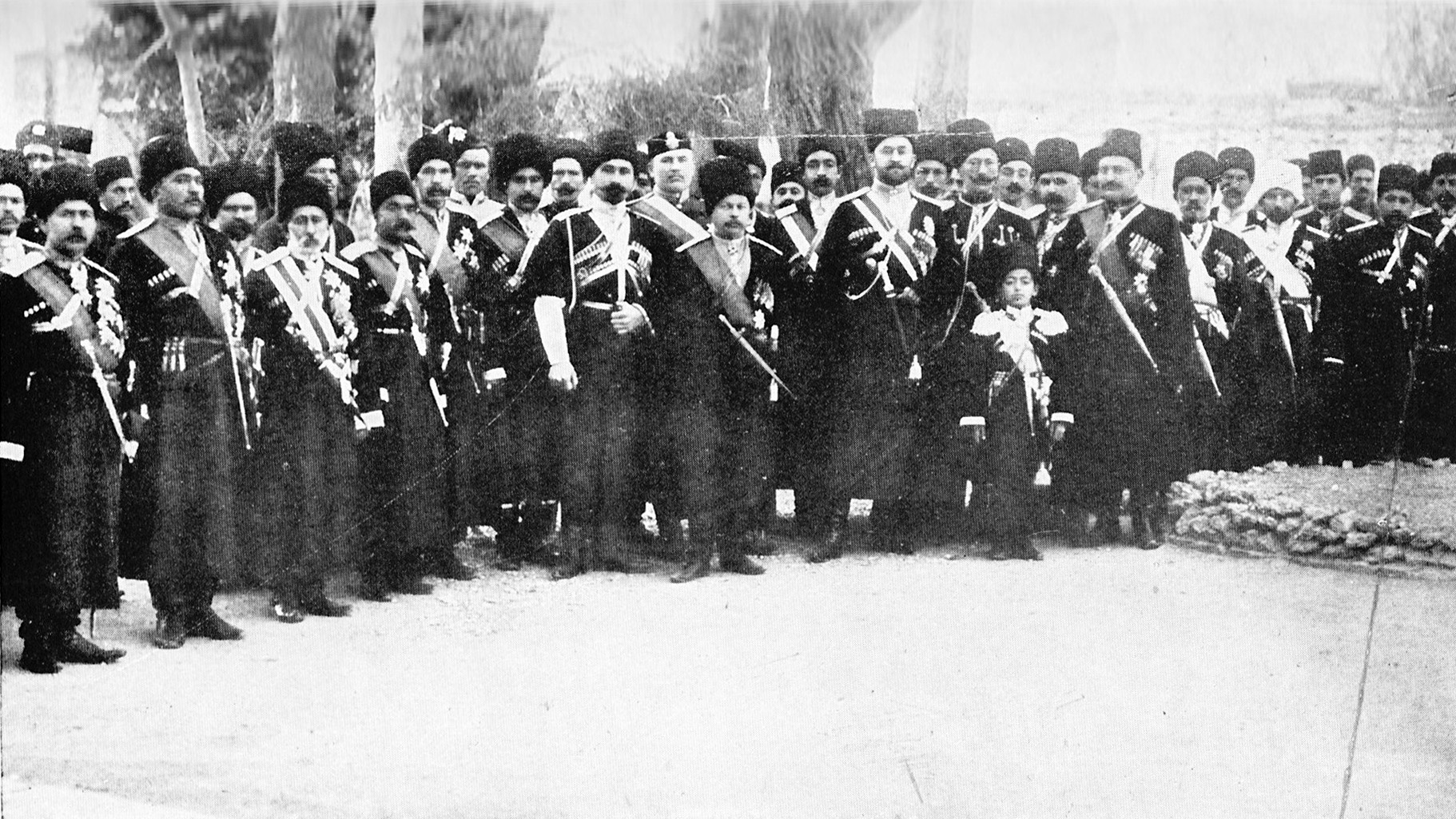
Officerare i den persiska kosackbrigaden, 1909

Persiska kosackbrigaden var en kavalleribrigad grundad i Persien (Iran) 1879.
Brigaden fungerade först som livvakt åt shahen och den ryska ambassadören, men fick senare stor betydelse under den konstitutionella revolutionen 1905-1911 samt vid Reza Shahs maktövertagande och Pahlavidynastins grundande på 1920-talet.

## Grundande och uppbyggnad
Den persiska kosackbrigaden grundades av Nassredin Shah 1879. Under sin resa i Ryssland 1878 hade han imponerats av de kaukasiska kosackregementena i den kejserliga ryska armén, och såg dem som förebild för en egen brigad. Tillsammans med det persiska gendarmeriet, grundat 1910 och lett av svenska officerare, var kosackbrigaden den viktigaste militära enheten i Persien under åren före första världskriget. Soldaterna i brigaden var kaukasier och perser, men fram till 1917 var befälhavarna ryska officerare som också var anställda i den ryska armén. Sådan utstationering av officerare sågs av den ryska regeringen som ett sätt att utvidga sitt inflytande i Persien och andra områden. Efter oktoberrevolutionen 1917 lämnade många ryska officerare Persien för att ansluta sig till den vita armén i kampen mot bolsjevikerna, och befälet övertogs av brittiska och iranska officerare. 

## Historia
Under de första 17 åren av sin existens hade den persiska kosackbrigaden ingen tydlig uppgift. Befälhavaren var underställd den kaukasiska kosackdivisionen i Tbilisi. Från den persiska sidan fick han sina order direkt från shahen. Även efter den konstitutionella revolutionen, var brigaden inte underordnad det nyinrättade försvarsdepartementet och var dessutom underställd riktlinjer och instruktioner från den ryska ambassaden i Teheran.

### Roll i konstitutionella revolutionen
Under den konstitutionella revolutionen användes kosackbrigaden för att slå tillbaka mot revolutionärerna. Den ryske ambassadören Nikolai Hartwig och brigadens befälhavare Vladimir Liakhov stödde Mohammed Ali Shah i hans försök att upplösa parlamentet och återställa den absoluta monarkin. Liakhov utsågs av shahen till militärguvernör i Teheran. Under Liakhovs befäl attackerade kosackbrigaden den 23 juni 1908 parlamentsbyggnaden och en närliggande moské. Hundratals anhängare av den konstitutionella rörelsen dödades. Senare deltog mer än 400 kosacker i belägringen av Tabriz vars invånare under ledning av Sattar Khan framgångsrikt försvarade sig mot shahens trupper och till slut också segrade mot dem.
Mohammed Ali Shah gick därefter i exil i Ryssland, och Liakhov försäkrade den konstitutionella rörelsen sin lojalitet. När Mohammed Ali Shah gjorde ett nytt kuppförsök 1911 förhöll sig brigaden passiv. Förhållandet mellan kosackbrigaden och den nya konstitutionella regeringen var dock fortfarande spänt och parlamentet beslutade därför 1911 att bygga upp en ny militär organisation, det persiska gendarmeriet, som kom att ledas av svenska officerare.

### Roll i första världskriget
Under första världskriget gick osmanska, ryska och brittiska styrkor in i Persien. Den ryska ledningen utökade 1918 brigaden till full divisionsstyrka på cirka 8.000 man. Brigaden engagerades i kampen mot osmanska trupper och hjälpte till att säkra ryska intressen i norra Persien. Efter den ryska revolutionen 1917 tog britterna över kosackbrigaden som nu kom att ledas av brittiska och iranska officerare. Brigaden rensades helt från ryskt inflytande.

### Roll vid Reza Shahs maktövertagande

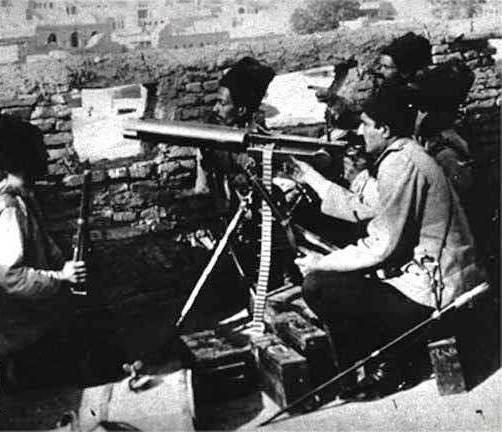
Reza Khan som soldat i persiska kosackbrigaden

Reza Khan blev soldat i persiska kosackbrigaden 1894 när han var 16 år gammal.
Han tjänstgjorde även i iranska armén och efter goda vitsord utnämndes han i oktober 1920
till brigadgeneral och högsta befälhavare för kosackbrigaden.
I efterdyningarna av den ryska revolutionen hade Persien blivit ett slagfält. År 1917 använde Storbritannien Persien som en språngbräda för en attack in i Ryssland i ett misslyckat försök att vända revolutionen. Sovjetunionen svarade med att annektera delar av norra Persien. Brittiska och sovjetiska styrkor utövade nu kontrollen över större delen av landet. I denna situation av kaos och instabilitet griper Reza Khan i februari 1921 tillfället att använda kosackbrigaden för att genomföra en statskupp. Den 18 februari 1921 intar Reza Khan och hans kosacker Teheran. De möter endast svagt motstånd och kuppen blir relativt oblodig. Endast några poliser sägs ha dödats och sårats i centrala Teheran. Uppbackad av sina trupper lyckades Reza Khan upplösa regeringen och utnämna sig själv till krigsminister. Några år senare, 1926, övertog han tronen och blev ny shah. Han grundade därmed Pahlavidynastin.